# Hans Jørgen Darre-Jenssen
Hans Jørgen Darre-Jenssen, född 22 juni 1864 på Ranheim gods i Strinda vid Trondheim, död 26 juni 1950, var en norsk ingenjör och politiker. Han var dotterson till Hans Jørgen Darre samt bror till Lauritz Jenssen Dorenfeldt och Worm Darre-Jenssen.
Darre-Jenssen var 1887-89 anställd i det engelska bolag som hade koncession på byggandet av Malmbanan, 1889-90 i Spanien vid anläggandet av Zaragoza-Medelhavsbanan, 1891-1910 i Norge, där han deltog i byggandet av Hamar-Sell-banan, Kristiania-Gjøvik-banan, ombyggandet av Kristiania-Drammen-banan och, som byggnadschef, 1904-07 vid ombyggnaden av Østbanestasjonen till centralbangård samt anläggandet av sammanbindningsbanan mellan Øst- och Vestbanen. Han hade under flera utlandsresor studerat järnvägsväsendets senaste utveckling och blev överingenjör vid statsbanorna (NSB) 1909.
Han var 1905-08 medlem av Kristiania stadsfullmäktige och stadsstyrelse, 1907-10 ordförande i den kommunala gasverksstyrelsen. Under några år var han även ordförande i Hovedstadens frisinnade valmansförening, 1910-12 var han medlem av Wollert Konows ministerium som statsråd och chef för departementet för offentliga arbeten.
Kort efter sin avgång därifrån blev han byggnadsteknisk direktör vid statsbanorna och medlem av Hovedbanens direktion. Denna befattning lämnade han 1919 (tillsammans med de övriga järnvägsdirektörerna) efter en kompetensstrid med Arbejdsdepartementet och blev 1920 administrativ direktör vid A/S Akersbanerne. Åren 1913-17 var han ordförande i Norges Røde Kors.